# Dancing without music
Dancing without music (en español «Bailar sin música») es una canción perteneciente a la cantante griega Helena Paparizou de su quinto álbum de estudio: Gyro apó t'óneiro. Esta canción se puede escuchar después de la última canción que va incluida como bonus Tha' mai alliós, aunque no aparece en los listados del disco puesto que es una canción oculta.

## Información sobre la canción

### Composición
La canción está compuesta por Leo Chantzaras, en cuanto a instrumentalización. Y, la letra corre a cargo de Gosta Hulden. Estos dos, productores musicales suecos que han colaborado con importantes artistas europeos.

### Premios: MAD VMA'10
El 14 de junio de 2010 se celebraron en Atenas los premios sobre música y videos musicales más importantes a nivel nacional. Helena Paparizou siendo nominada a cinco de estos premios, asistió a la gala consiguiendo llevarse dos. Además de todo, actuó dos veces a lo largo de la gala. La primera vez fue para abrir el acontecimiento interpretando Dancing without music. Y, más avanzada la gala, cantó junto al grupo griego Onirama la canción Together forever.
Con Dancing without music abrió la gala de premios con una espectacular puesta en escena. Para empezar, en las pantallas gigantes del escenario, aparecía un video en el que encontrabamos a una futurística Helena dentro de una nave espacial pilotada por seres del futuro. La nave, aterrizaba en un planeta. Cuando las puertas de dicha nave se abrían, entraba en el escenario Helena vestida como si fuera una guerrera del futuro, con los bailarines de semejantes vestiduras. La aglomeración allí presente gritaba sin parar el nombre de la cantante repetidament. Toda una ovación se produjo desde el público hasta Helena Paparizou. 
Tras esta actuación, la canción comenzó a ponerse en numerosas listas musicales de Grecia. Llegando a ser número uno en solamente dos días en una lista de MadTV votada por la gente.
- Datos: Q5797981